# Procinético
Os procinéticos ou gastrocinéticos são uma classe de medicamentos usada para estimular a motilidade gastro-intestinal.